# Пођо Сан Ђовани (Ријети)
Пођо Сан Ђовани је насеље у Италији у округу Ријети, региону Лацио.
Према процени из 2011. у насељу је живело 196 становника. Насеље се налази на надморској висини од 762 м.